# Zytturm (Luzern)
Der Zytturm ist einer von neun Türmen der Museggmauer in der Stadt Luzern. Er befindet sich zwischen dem Wachtturm und dem Schirmerturm.
Er ist der einzige Turm der Museggmauer, der ein Zifferblatt und ein Uhrwerk aufweist. Dabei hat der Turm das Erstschlagrecht in Luzern. Das bedeutet, dass er eine Minute früher als alle anderen Uhren schlägt.
Das Gebäude weist eine Höhe von 31 Metern auf und ist somit der vierthöchste Turm der Museggmauer.

## Geschichte
Der Turm wurde 1442 erbaut. Danach wurde das Zifferblatt und die Turmbemalung diverse Male renoviert.
Seit 1951 ist der Turm für die Öffentlichkeit jeweils vom 1. April bis 1. November frei zugänglich.

## Turmuhren-Ausstellung
Im Turm befindet sich seit 2012 eine Ausstellung von historischen Turmuhren aus dem Spätmittelalter bis zum letzten Jahrhundert (1526 bis 1914). Die schmiedeeisernen Turmuhren stammen aus der Stadt Luzern und Umgebung. Die Idee des Stadtuhrmachers Jörg Spöring (1962–2012) für eine Ausstellung wurde von dem 2011 gegründeten Verein Turmuhren im Zytturm Luzern umgesetzt. Es werden Führungen angeboten.

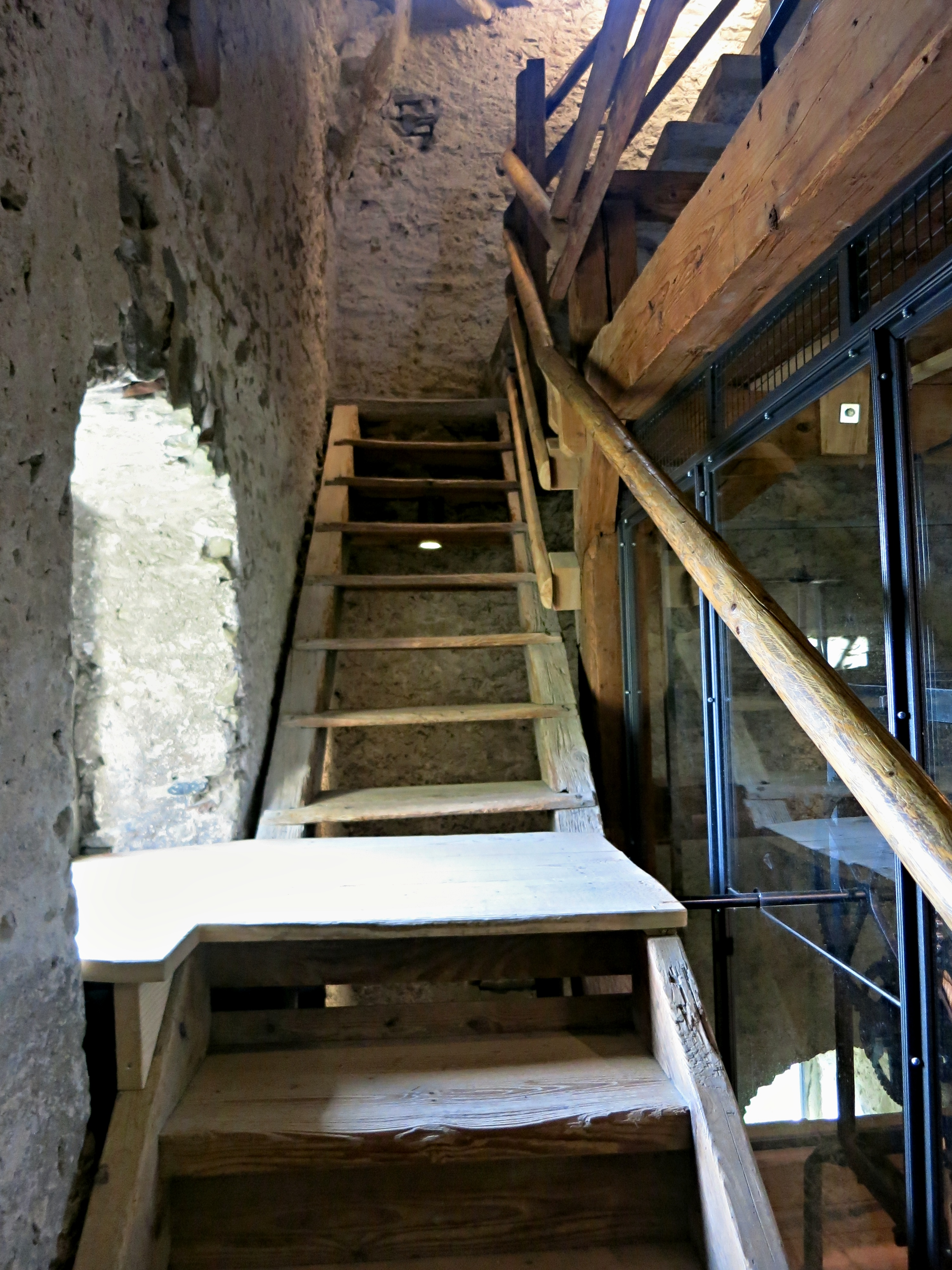
Treppe zum Zytturm
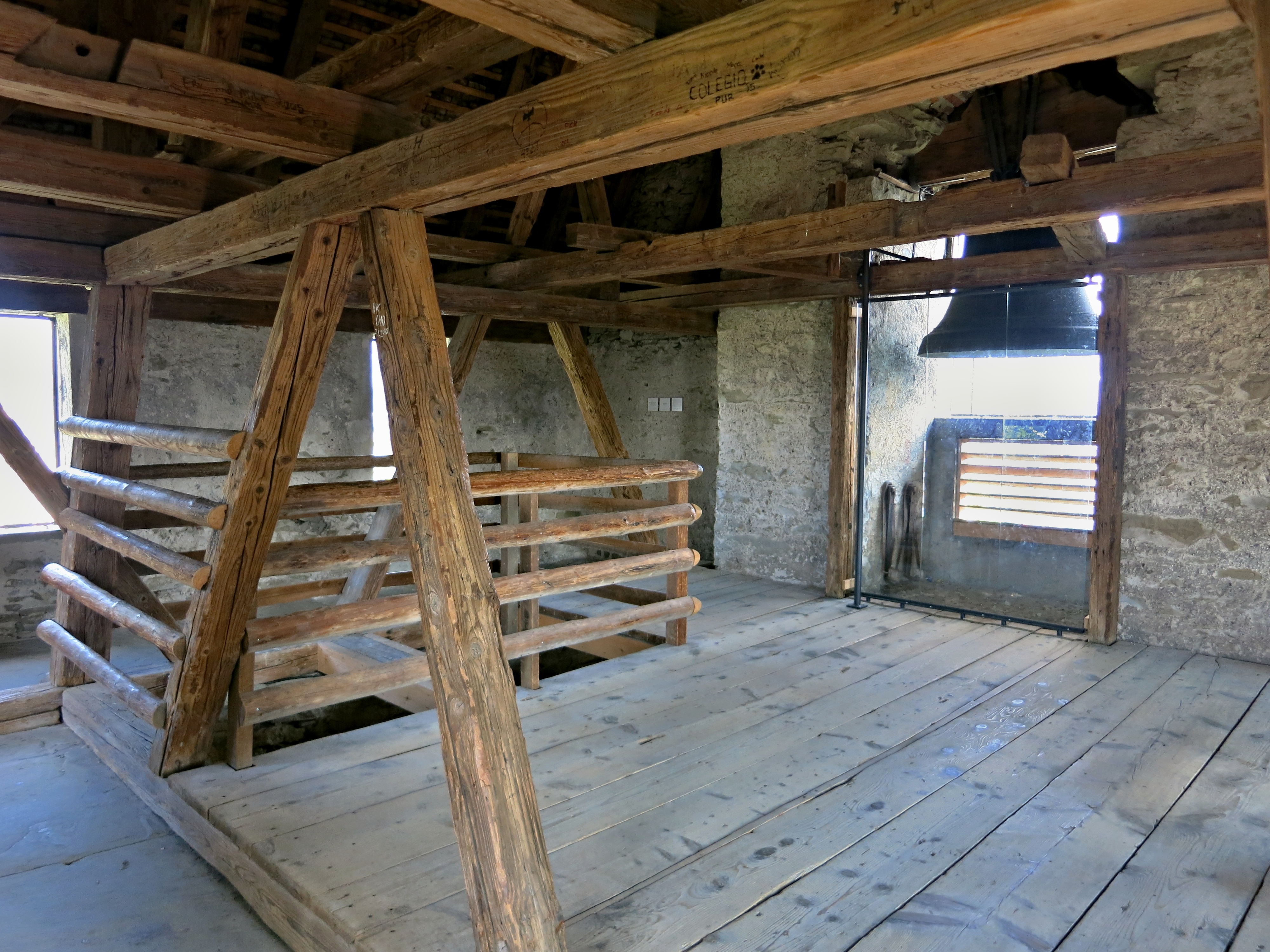
Aussichtsplattform